# Templeborough
Templeborough es un suburbio de Rotherham, South Yorkshire, Inglaterra (53°25′07″N 1°23′17″O / 53.41861, -1.38806), que destaca en la producción de acero. Toma su nombre de los restos de un fuerte romano que fue confundido en la Antigüedad con un templo.

## Historia
La zona era habitada por la tribu de los dobunni. Alrededor del 55 se construyó el primer fuerte en madera (fue reconstruido posteriormente en piedra), en momentos en que Roma enfrentaba la sublevación de Venutius en tierra de los brigantes.
El fuerte permitía proteger el cruce de la carretera romana denominada actualmente Icknield Street sobre el Río Don. Otra carretera corría desde el fuerte hasta Brough on Noe en Derbyshire.